# Изед-Хаст
Изед-Хаст, Изадхва́ст, или Изадха́ст, или Самиру́м, или Йезд-э-Хаст, или Йезд-э-Хваст, или Йезд-и-Хаст (перс. ایزدخواست‎) — небольшой город на юге Ирана, в провинции Фарс. Входит в состав шахрестана  Абаде. По данным переписи, на 2006 год население составляло 7 366 человек.

## География
Город находится в северной части Фарса, в горной местности юго-восточного Загроса, на высоте 2142 метров над уровнем моря.
Изед-Хаст расположен на расстоянии приблизительно 210 километров к северо-северо-западу (NNW) от Шираза, административного центра провинции и на расстоянии 460 километров к юго-юго-востоку (SSE) от Тегерана, столицы страны.

## Достопримечательности
Главной достопримечательностью города является архитектурно-исторический комплекс, состоящий из развалин крепости, караван-сарая и моста, возведённых в длительный промежуток времени, начиная с эпохи правления династии Сасанидов и заканчивая эпохой господства Каджаров.
В 2005 году, комплекс в Изед-Хасте был включён ЮНЕСКО в список объектов Всемирного наследия в Иране.

## Галерея

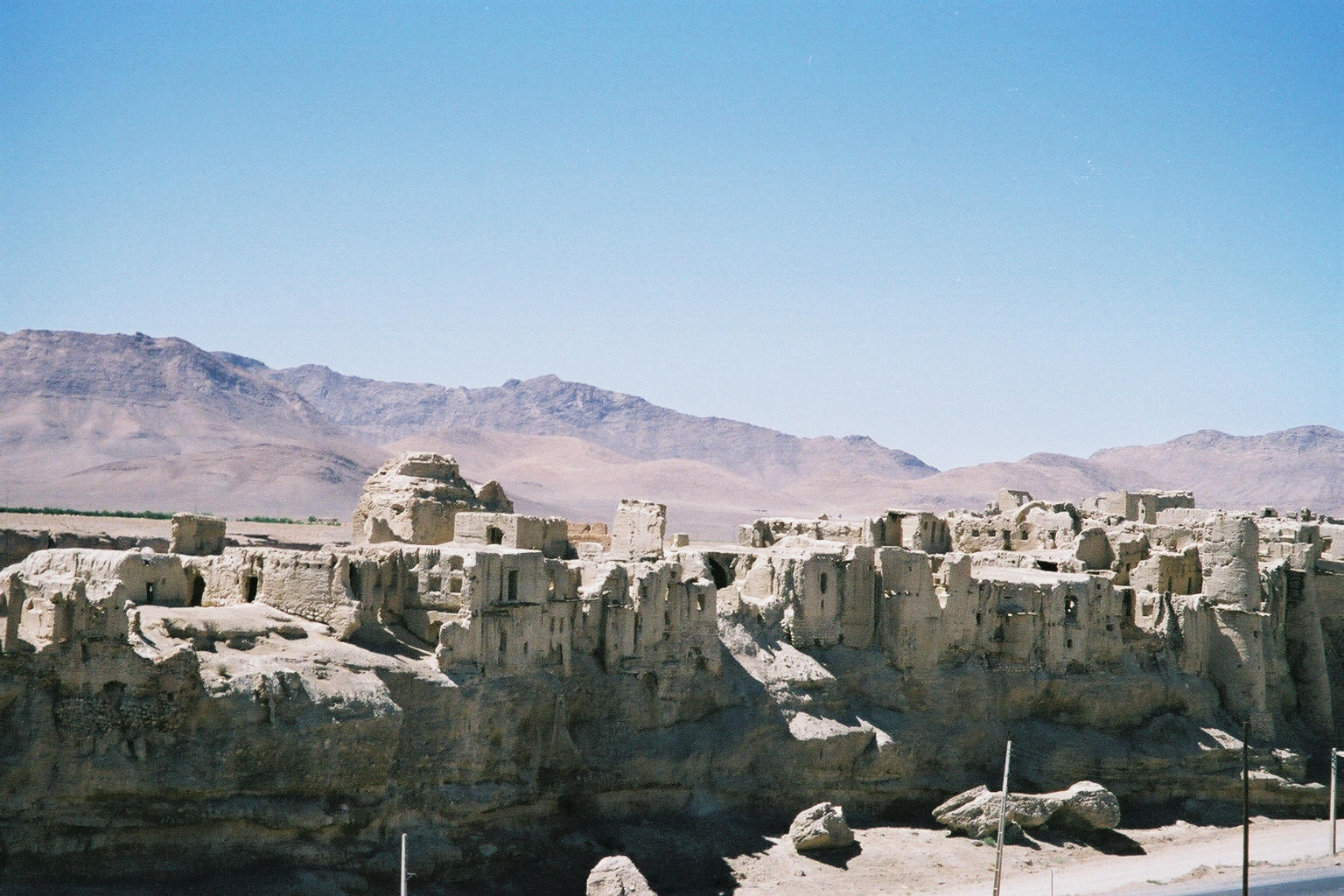
Руины крепости эпохи Сасанидов
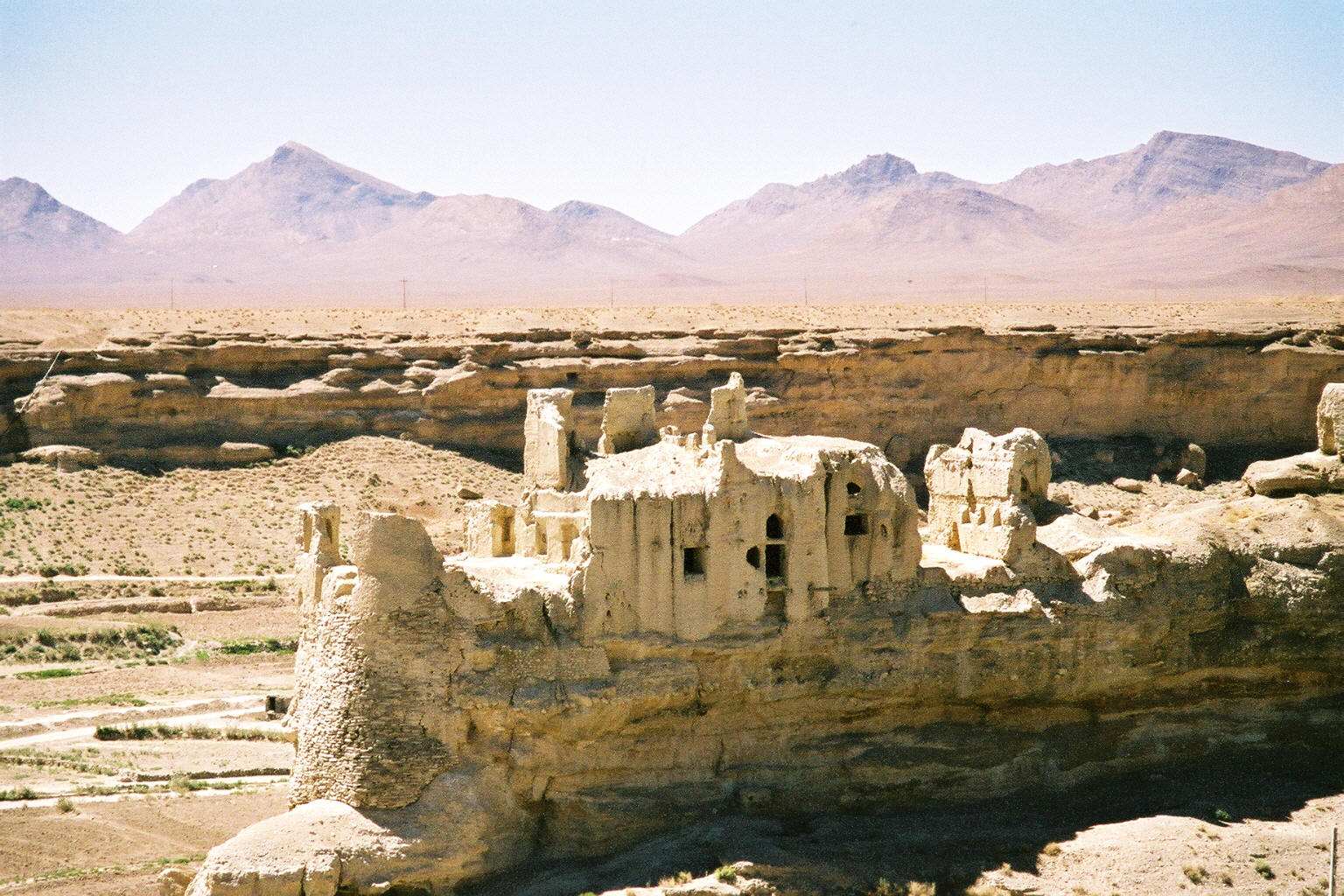
Руины крепости эпохи Сасанидов
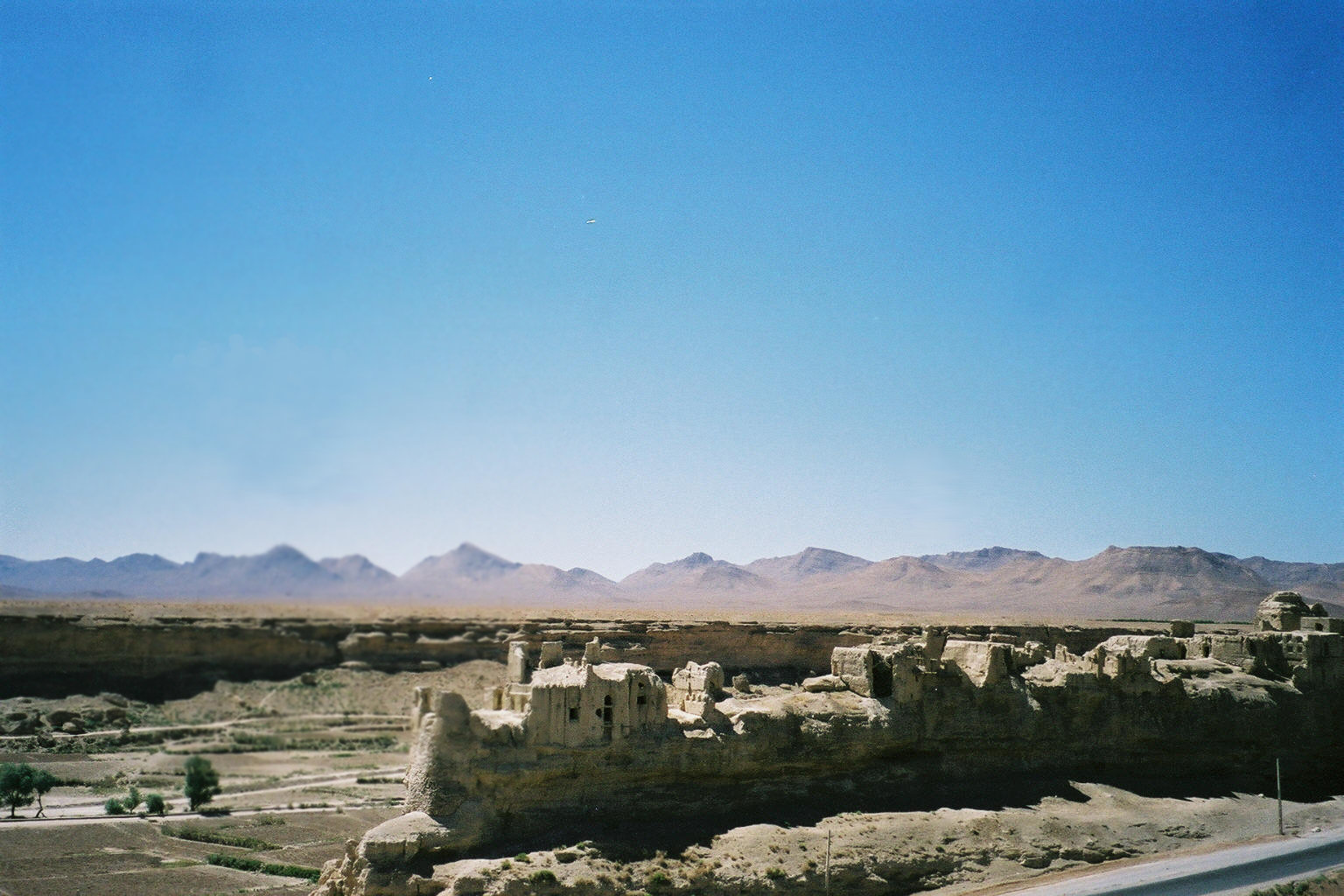
Руины крепости эпохи Сасанидов
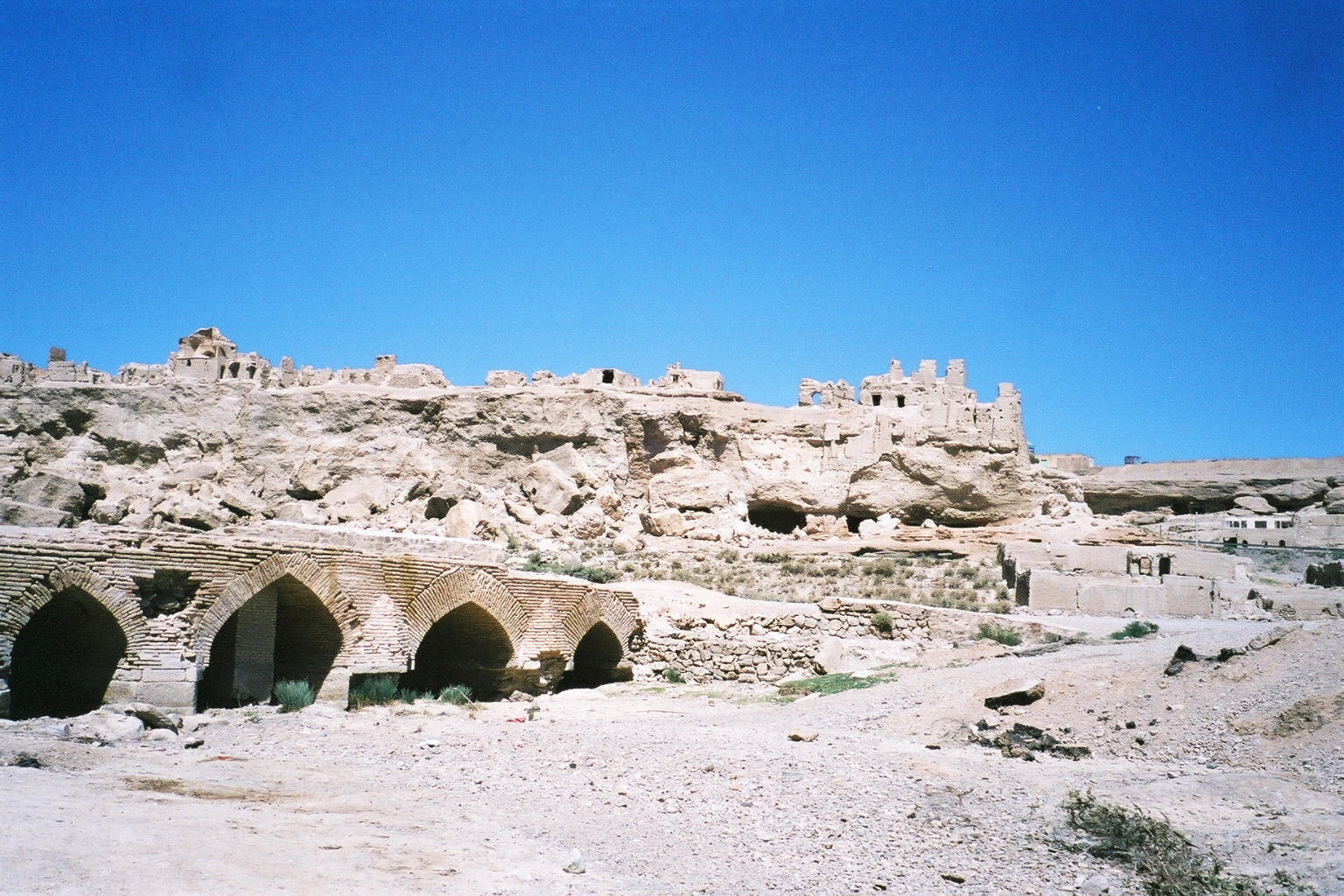
Руины крепости эпохи Сасанидов
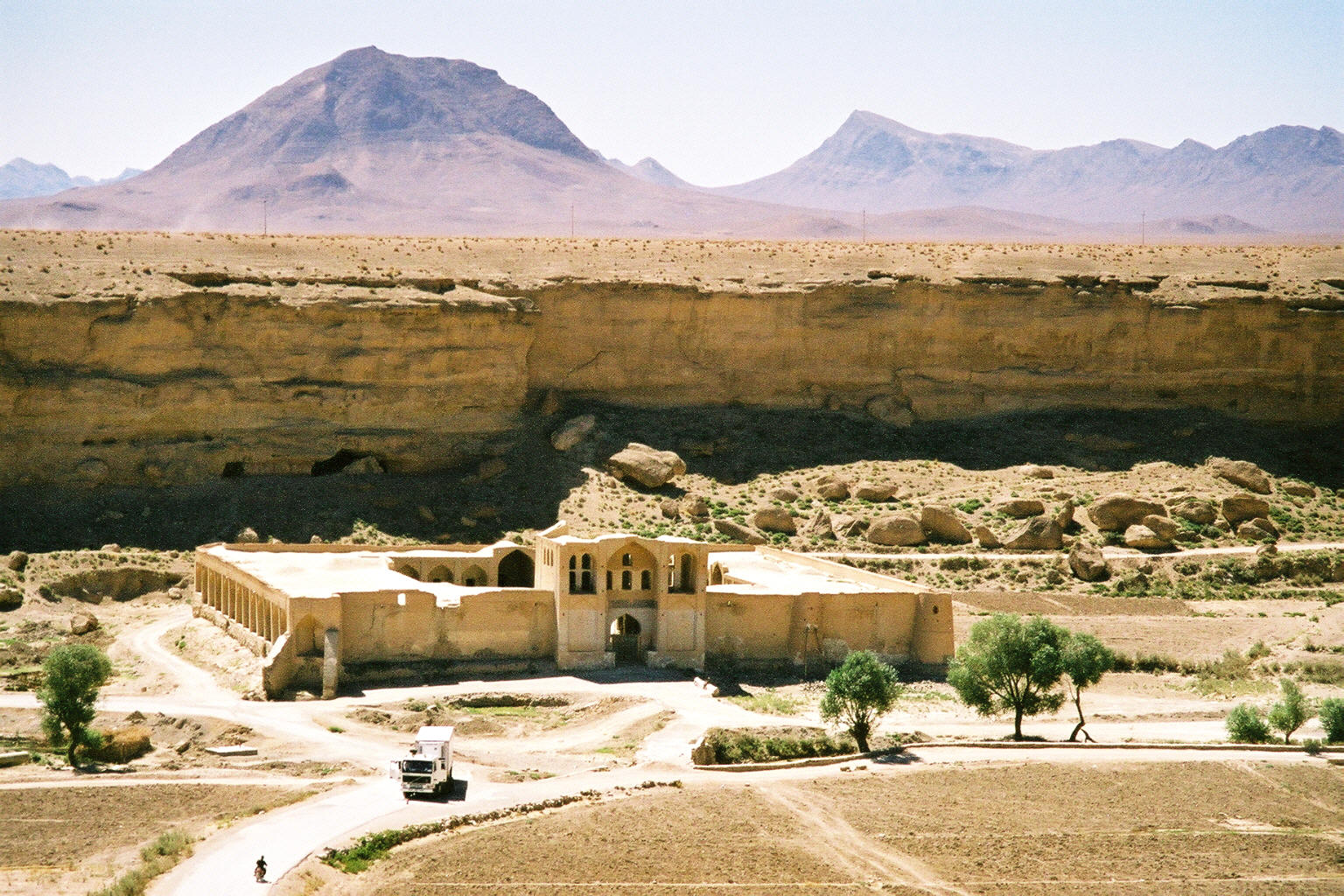
Караван-сарай эпохи Саманидов
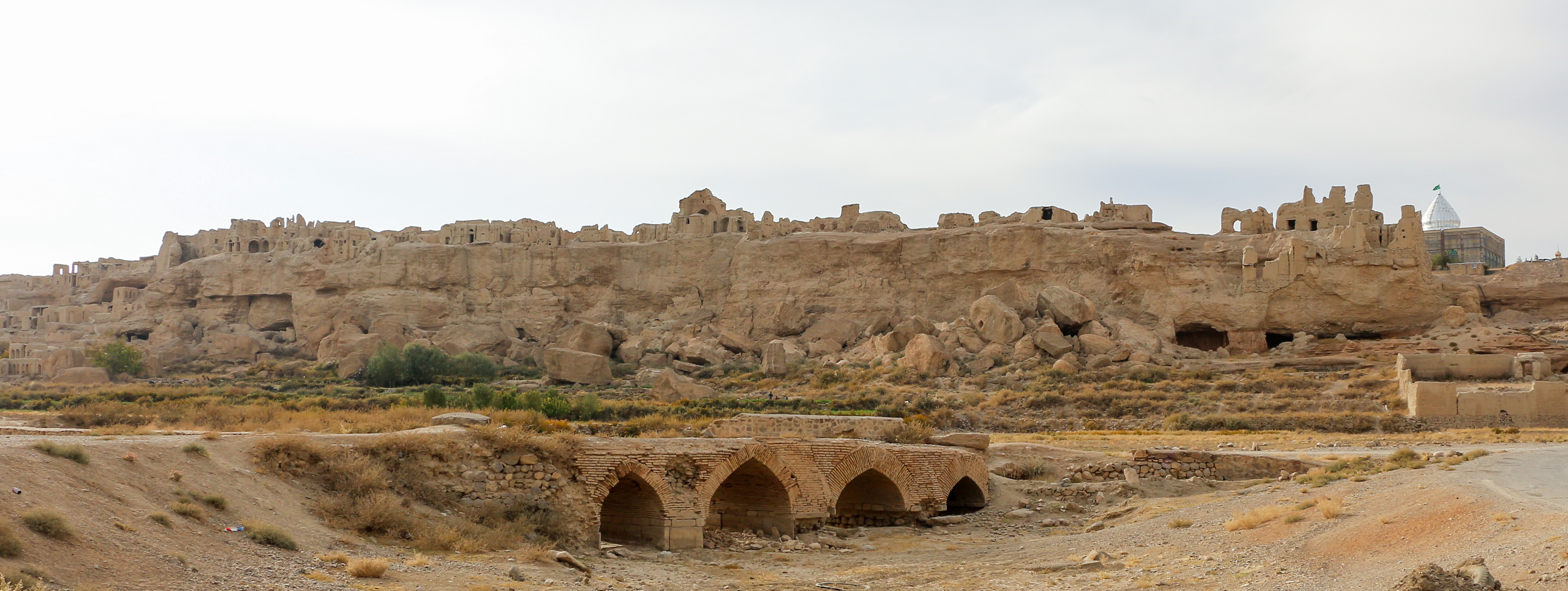
Замок Изед-Хаста[англ.]
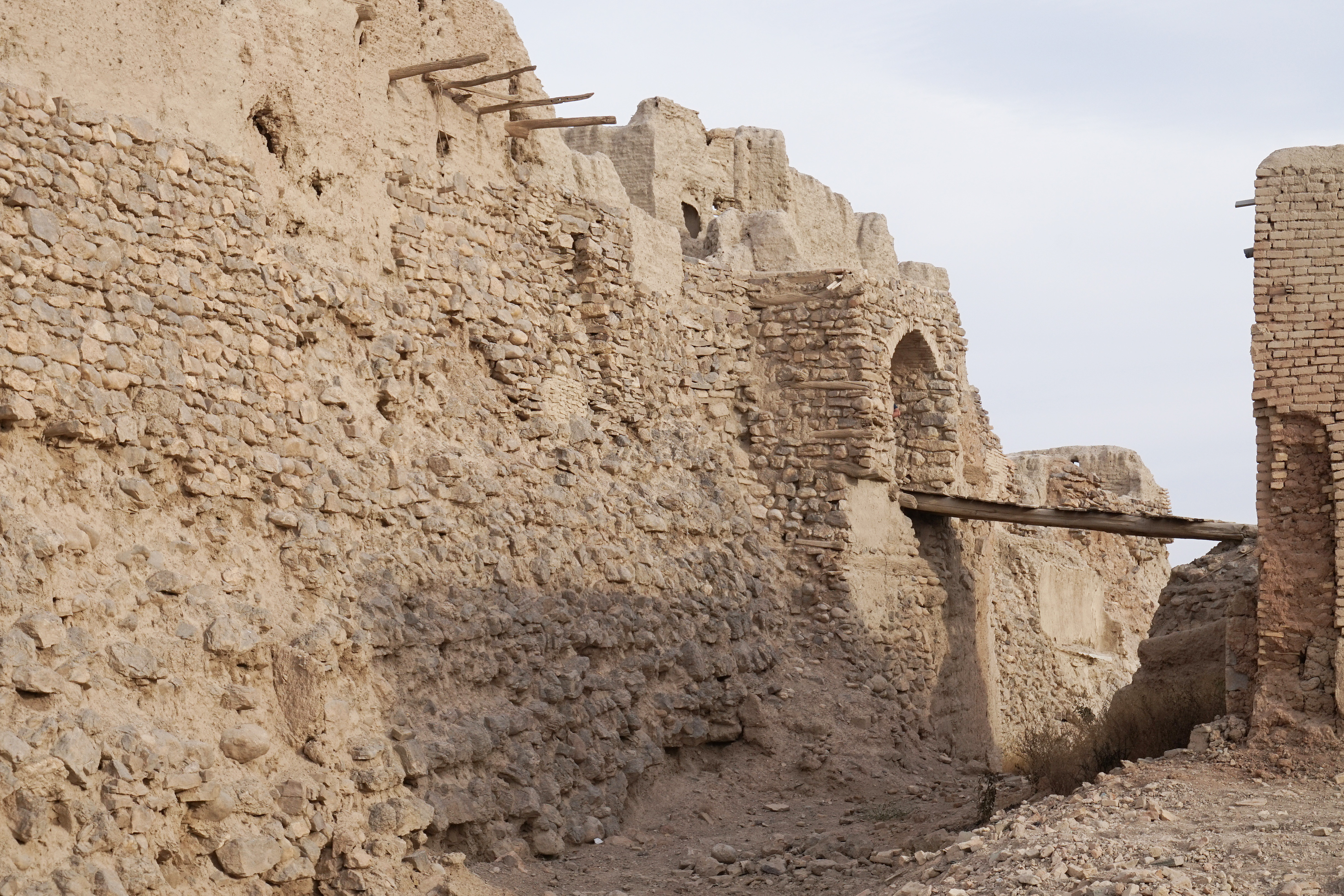
Разводной мост замка
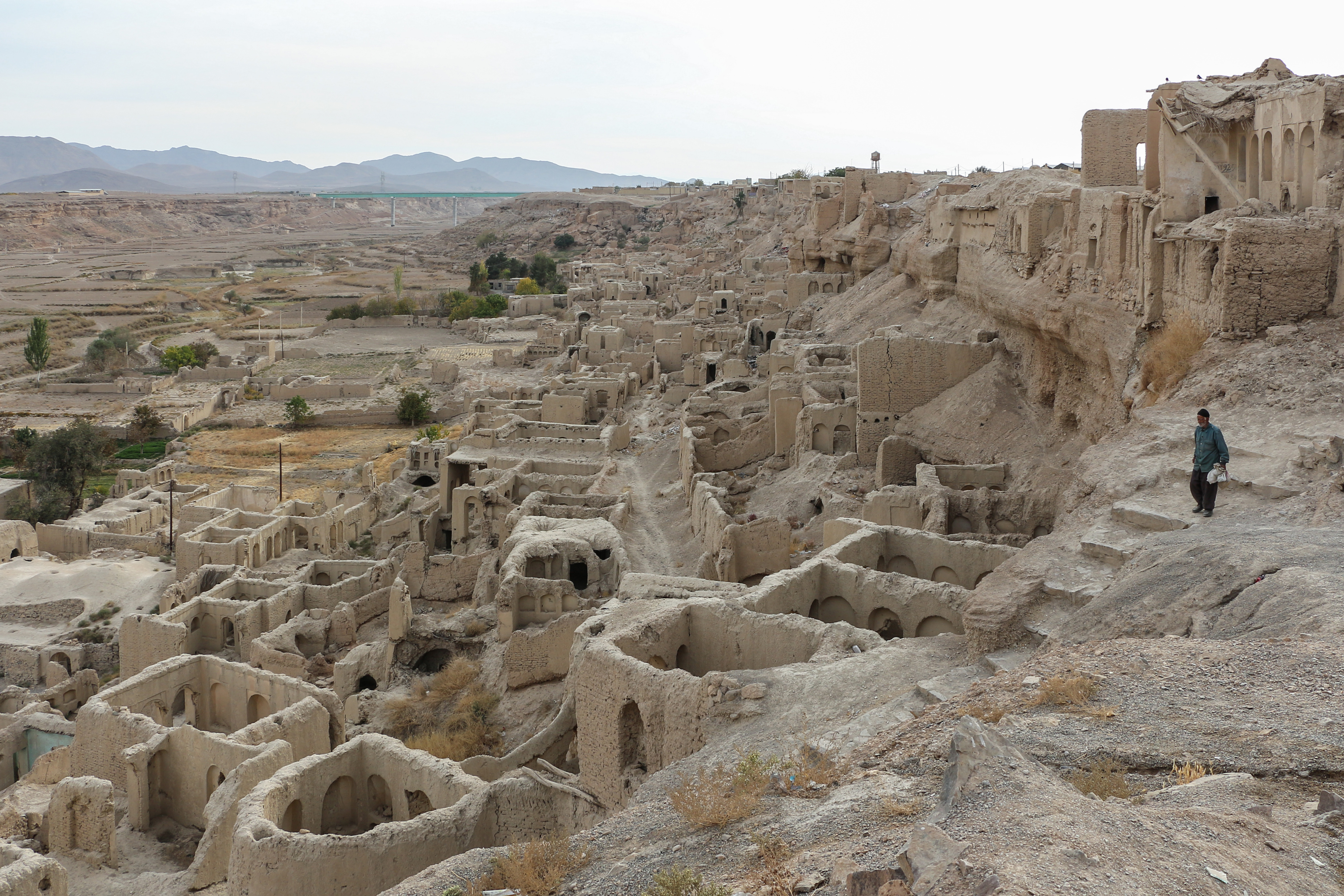
Руины старого города
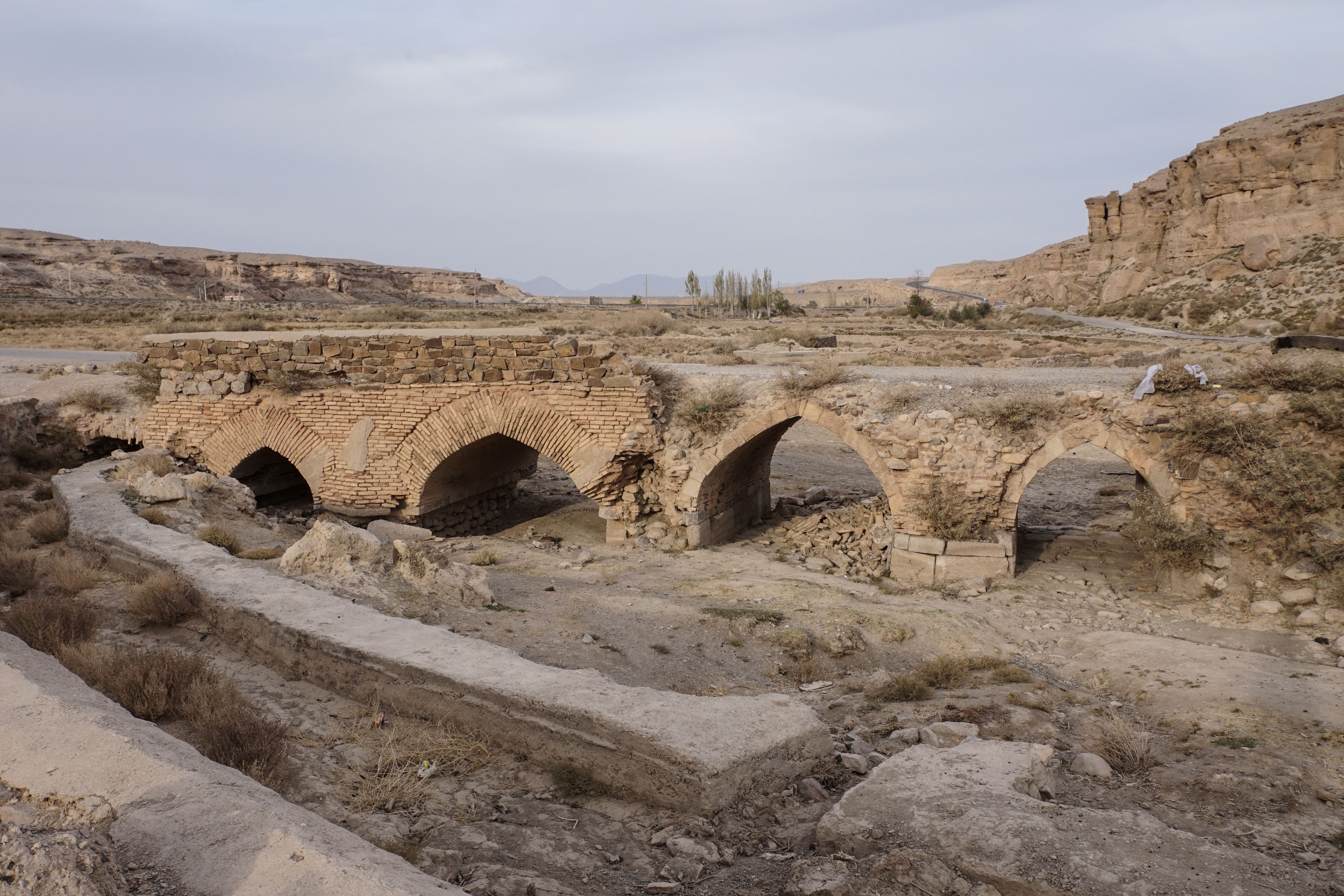
Мост периода Сефевидов